# Burni Uningtualang
Burni Uningtualang är ett berg i Indonesien.   Det ligger i provinsen Sumatera Utara, i den västra delen av landet, 1 500 km nordväst om huvudstaden Jakarta. Toppen på Burni Uningtualang är 2 046 meter över havet, eller 94 meter över den omgivande terrängen. Bredden vid basen är 0,93 km.
Terrängen runt Burni Uningtualang är bergig åt sydost, men åt nordväst är den kuperad.Runt Burni Uningtualang är det mycket glesbefolkat, med 7 invånare per kvadratkilometer. Det finns inga samhällen i närheten. I omgivningarna runt Burni Uningtualang växer i huvudsak städsegrön lövskog.